# Francis Vermaelen
Francis Vermaelen (Haasrode, 5 augustus 1960) is een Belgisch voormalig beroepswielrenner, actief van 1983 tot 1985.

## Carrière
Voor zijn profcontract won Francis Vermaelen in 1982 het Belgisch kampioenschap wielrennen voor elite zonder contract en was hij tweede bij de wegwedstrijd van de amateurs tijdens het wereldkampioenschappen wielrennen.
In 1983 won hij de eerste etappe in de Vuelta a las Tres Provincias.
Vermaelen reed voor de Spaanse ploeg Reynolds in 1983, en in 1985 voor het Belgische team Teve-Blad.
Hij moest zijn carrière vroegtijdig stopzetten na een ongeval tijdens een training.

## Palmares
1982
 Belgisch kampioen wielrennen voor elite zonder contract
1983
1e etape Vuelta a las Tres Provincias

### Resultaten in voornaamste wedstrijden
| Jaar | Ronde van Italië | Ronde van Frankrijk | Ronde van Spanje |
| ---- | ---------------- | ------------------- | ---------------- |
| 1981 |                  |                     |                  |
| 1982 |                  |                     |                  |
| 1983 |                  |                     |                  |
| 1984 |                  |                     | opgave           |
| 1985 |                  |                     |                  |

| Jaar | Gent-Wevelgem | Le Samyn | Brabantse Pijl | Parijs-Troyes |
| ---- | ------------- | -------- | -------------- | ------------- |
| 1981 |               |          |                | Zilver        |
| 1982 |               |          |                | 5e            |
| 1983 |               |          |                |               |
| 1984 | 40e           | 15e      |                |               |
| 1985 |               | 14e      | 14e            |               |